# Encentrum martoides
Encentrum martoides är en hjuldjursart som beskrevs av Bohuslav Fott 1960. Encentrum martoides ingår i släktet Encentrum och familjen Dicranophoridae. Inga underarter finns listade i Catalogue of Life.